# Isomerida separata
Isomerida separata är en skalbaggsart som beskrevs av Maria Helena M. Galileo och Martins 1996. Isomerida separata ingår i släktet Isomerida och familjen långhorningar. Inga underarter finns listade i Catalogue of Life.